# Памуков, Димитр Петров
Димитр Петров Памуков (болг. Димитър Петров Памуков; род. 15 октября 1922, Русе, Третье Болгарское царство) — болгарский врач, профессор, один из основоположников современной фитотерапии в Болгарии.

## Биография
С 1942 года занимался фитотерапией в медицинских частях болгарской армии. В этом качестве он принял участие во Второй мировой войне, где за отличную службу получил боевые награды. В 1945 году из-за травмы головы он оказался в инвалидном кресле, а его правая рука оказалась неподвижной. По словам лечащих его врачей, паралич руки был неизлечим, но, несмотря на это, будущий врач поступил изучать медицину в Медицинский университет. В то время под руководством доктора Добри Эребаканова он круглосуточно изучал лекарственные растения и даже научился писать левой рукой. Благодаря многочисленным усилиям, включающим реабилитационные упражнения в сочетании с фитотерапией, ему удалось восстановить нормальное функционирование травмированной руки. В 1951 году он завершил обучение в Медицинской академии и, как дипломированный врач, был направлен на работу в Софийскую область, а затем в столицу. Благодаря своему опыту работы с лекарственными растениями и опыту, полученному в области современной медицины, параллельно с врачебной практикой он открыл кабинет фитотерапии, где на протяжении двадцати лет консультировал и лечил десятки тысяч пациентов. В 1972 году открывает первый в Болгарии официальный кабинет фитотерапии в тогдашнем Министерстве здравоохранения. В связи с большой популярностью, которую оно приобрело в Болгарии, деятельность нового медицинского учреждения также расширяется. В 1975 году создал и возглавил первую в своем роде в Болгарии «Научно-практическую базу фитотерапии» при министерстве. Таким образом, центр стал одним из первых и ведущих институтов в мире, в котором лечатся более 540 000 пациентов из Болгарии и других стран.

## Публикации
- Стоянов, Памуков, Ахтарджиев, Нено, Димитър, Христо. Ръководство по билкосъбиране. — София : Земиздат, 1966 – 1989. — P. 956.
- Памуков, Димитър. Фитотерапията – перспективен метод за лечение. — София : Медицина и физкултура, 1979. — P. 24.
- Памуков, Ахтарджиев, Димитър, Христо. Природна аптека. — София : Земиздат, 1981. — P. 272.
- Памуков, Димитър. Домашна аптека. — ИК Гея-Либрис, 1995. — P. 144. — ISBN 954-8232-63-4.
- Памуков, Димитър. Билки за жената и детето. Част 1. — София : ИК Гея-Либрис, 1996. — P. 89. — ISBN 954-8232-77-4.
- Памуков, Димитър. Билки за жената и детето. Част 2. — София : ИК Гея-Либрис, 1996. — P. 70. — ISBN 954-8232-80-4.
- Памуков, Димитър. Билкова енциклопедия. — Гея-Либрис, 2000. — P. 152. — ISBN 9549550494.
- Памуков, Димитър. Домашна аптка. — Гея-Либрис, 2020. — P. 144. — ISBN 9548232634.